# Шура Маре (Сибињ)
Шура Маре (рум. Şura Mare) насеље је у Румунији у округу Сибињ у општини Шура Маре. Oпштина се налази на надморској висини од 448 m.

## Историја
Део насеља Шура Маре (Велика Шура) је предграђе Сарба (српски), које сведочи о историјском великом присуству Срба на том простору, још од времена Јаноша Хуњадија )Сибињанин Јанка).

## Становништво
Према подацима из 2002. године у насељу је живело 3309 становника.

### Попис2002.
| Расподела становништва по националности 2002.‍ | Расподела становништва по националности 2002.‍ | Расподела становништва по националности 2002.‍ | Расподела становништва по националности 2002.‍ | Расподела становништва по националности 2002.‍ |
| --------------------------------------------- | --------------------------------------------- | --------------------------------------------- | --------------------------------------------- | --------------------------------------------- |
|                                               |                                               |                                               |                                               |                                               |
| Румуни                                        | Румуни                                        |                                               | 3.102                                         | 93,8%                                         |
| Мађари                                        | Мађари                                        |                                               | 14                                            | 0,4%                                          |
| Роми                                          | Роми                                          |                                               | 141                                           | 4,3%                                          |
| Немци                                         | Немци                                         |                                               | 50                                            | 1,5%                                          |

### Хронологија
| Година       | 1992 | 1993 | 1994 | 1995 | 1996 | 1997 | 1998 | 1999 | 2000 | 2001 | 2002 | 2003 | 2004 | 2005 | 2006 | 2007 | 2008 | 2009 | 2010 | 2011 | 2012 | 2013 | 2014 | 2015 | 2016 | 2017 |
| ------------ | ---- | ---- | ---- | ---- | ---- | ---- | ---- | ---- | ---- | ---- | ---- | ---- | ---- | ---- | ---- | ---- | ---- | ---- | ---- | ---- | ---- | ---- | ---- | ---- | ---- | ---- |
| Становништво | 2885 | 2828 | 2807 | 2816 | 2822 | 2841 | 2855 | 2861 | 2927 | 3004 | 3064 | 3147 | 3282 | 3403 | 3526 | 3627 | 3755 | 3856 | 3992 | 4168 | 4279 | 4384 | 4436 | 4524 | 4596 | 4677 |